# ایماک
ایماک (انگلیسی: Emak) شرکت ابزارسازی ایتالیایی است، که در سال ۱۹۹۲ تأسیس شد.